# 国際連合安全保障理事会決議の一覧 (1401-1500)
| 決議 | 日付           | 投票        | 備考                                                                                       | 文書リンク                                   |
| --- | -------------- | ----------- | ------------------------------------------------------------------------------------------ | -------------------------------------------- |
| 2002年安全保障理事会理事国 · 中国 フランス ロシア イギリス アメリカ合衆国 · ブルガリア カメルーン コロンビア ギニア アイルランド メキシコ モーリシャス ノルウェー シンガポール シリア |                |             |                                                                                            |                                              |
| 1401 | 2002年3月28日  | 全会一致    | 国連アフガニスタン支援ミッションの設立について                                             | 原文 ウィキソース(英語)                      |
| 1402 | 2002年3月30日  | 採択 14-0-0 | イスラエルとパレスチナの衝突について双方に休戦を要請                                       | 原文 ウィキソース(英語)                      |
| 1403 | 2002年4月2日   | 全会一致    | 決議1402の履行を要請                                                                       | 原文 ウィキソース(英語)                      |
| 1404 | 2002年4月18日  | 全会一致    | アンゴラ全面独立民族同盟に対する制裁監視メカニズムの活動期限延期                           | 原文 ウィキソース(英語)                      |
| 1405 | 2002年4月19日  | 全会一致    | パレスチナにおける人道支援について                                                         | 原文 ウィキソース(英語)                      |
| 1406 | 2002年4月30日  | 全会一致    | 国際連合西サハラ住民投票ミッションの活動期限延長                                           | 原文 ウィキソース(英語)                      |
| 1407 | 2002年5月3日   | 全会一致    | ソマリアに対する武器輸出禁止の違反調査を行う専門家パネルの設置について                     | 原文 ウィキソース(英語)                      |
| 1408 | 2002年5月6日   | 全会一致    | リベリアに対する制裁の延長                                                                 | 原文 ウィキソース(英語)                      |
| 1409 | 2002年5月14日  | 全会一致    | イラクに対する制裁の品目改定                                                               | 原文 ウィキソース(英語)                      |
| 1410 | 2002年5月17日  | 全会一致    | 国際連合東ティモール支援団の設立について                                                   | 原文 ウィキソース(英語)                      |
| 1411 | 2002年5月17日  | 全会一致    | 旧ユーゴスラビア国際戦犯法廷とルワンダ国際戦犯法廷の判事が多重国籍を持つときの扱いについて | 原文 ウィキソース(英語)                      |
| 1412 | 2002年5月17日  | 全会一致    | アンゴラ全面独立民族同盟の職員に対する入国禁止措置を停止                                   | 原文 ウィキソース(英語)                      |
| 1413 | 2002年5月23日  | 全会一致    | 国際治安支援部隊の活動期限延長                                                             | 原文 ウィキソース(英語)                      |
| 1414 | 2002年5月23日  | 無投票採択  | 東ティモールの加盟について                                                                 | 原文 ウィキソース(英語) ウィキソース日本語訳 |
| 1415 | 2002年5月30日  | 全会一致    | 国際連合兵力引き離し監視軍の活動期限延期                                                   | 原文 ウィキソース(英語)                      |
| 1416 | 2002年6月13日  | 全会一致    | 国際連合キプロス平和維持軍の活動期限延長                                                   | 原文 ウィキソース(英語)                      |
| 1417 | 2002年6月14日  | 全会一致    | 国際連合コンゴ民主共和国ミッションの活動期限延長                                           | 原文 ウィキソース(英語)                      |
| 1418 | 2002年6月21日  | 全会一致    | 国際連合ボスニア・ヘルツェゴヴィナ・ミッションの活動期限延長                               | 原文 ウィキソース(英語)                      |
| 1419 | 2002年6月26日  | 全会一致    | アフガニスタン暫定政権との協力について                                                     | 原文 ウィキソース(英語)                      |
| 1420 | 2002年6月30日  | 全会一致    | 国際連合ボスニア・ヘルツェゴヴィナ・ミッションの活動期限延長                               | 原文 ウィキソース(英語)                      |
| 1421 | 2002年7月3日   | 全会一致    | 国際連合ボスニア・ヘルツェゴヴィナ・ミッションの活動期限延長                               | 原文 ウィキソース(英語)                      |
| 1422 | 2002年7月12日  | 全会一致    | 国連平和維持活動の要員の国際刑事裁判所からの訴追免除ついて                                 | 原文 ウィキソース(英語)                      |
| 1423 | 2002年7月12日  | 全会一致    | 国際連合ボスニア・ヘルツェゴヴィナ・ミッションの活動期限延長                               | 原文 ウィキソース(英語)                      |
| 1424 | 2002年7月12日  | 全会一致    | 国際連合プレヴラカ監視団の活動期限延長                                                     | 原文 ウィキソース(英語)                      |
| 1425 | 2002年7月22日  | 全会一致    | ソマリアに対する制裁強化、専門家パネルの設置について                                       | 原文 ウィキソース(英語)                      |
| 1426 | 2002年7月24日  | 無投票採択  | スイスの加盟について                                                                       | 原文 ウィキソース(英語) ウィキソース日本語訳 |
| 1427 | 2002年7月29日  | 全会一致    | 国際連合グルジア監視団の活動期限延長                                                       | 原文 ウィキソース(英語)                      |
| 1428 | 2002年7月30日  | 全会一致    | 国際連合レバノン暫定駐留軍の活動期限延長                                                   | 原文 ウィキソース(英語)                      |
| 1429 | 2002年7月30日  | 全会一致    | 国際連合西サハラ住民投票ミッションの活動期限延長                                           | 原文 ウィキソース(英語)                      |
| 1430 | 2002年8月14日  | 全会一致    | 国際連合エチオピア・エリトリア派遣団の活動期限の調整                                       | 原文 ウィキソース(英語)                      |
| 1431 | 2002年8月14日  | 全会一致    | ルワンダ国際戦犯法廷の臨時判事をプールする制度について                                     | 原文 ウィキソース(英語)                      |
| 1432 | 2002年8月15日  | 全会一致    | アンゴラ全面独立民族同盟の職員に対する入国禁止措置の一時停止期間の延長                     | 原文 ウィキソース(英語)                      |
| 1433 | 2002年8月15日  | 全会一致    | 国際連合アンゴラミッションの設立について                                                   | 原文 ウィキソース(英語)                      |
| 1434 | 2002年9月6日   | 全会一致    | 国際連合エチオピア・エリトリア派遣団の活動期限延長                                         | 原文 ウィキソース(英語)                      |
| 1435 | 2002年9月24日  | 採択 14-0-1 | イスラエル軍のラマラ周辺での破壊行為の停止と撤退を要求                                     | 原文 ウィキソース(英語)                      |
| 1436 | 2002年9月24日  | 全会一致    | 国際連合シエラレオネ派遣団の活動期限延長                                                   | 原文 ウィキソース(英語)                      |
| 1437 | 2002年10月11日 | 全会一致    | 国際連合プレヴラカ監視団の活動期限延長                                                     | 原文 ウィキソース(英語)                      |
| 1438 | 2002年10月14日 | 全会一致    | バリ島爆弾テロ事件を非難                                                                   | 原文 ウィキソース(英語)                      |
| 1439 | 2002年10月18日 | 全会一致    | アンゴラ全面独立民族同盟に対する制裁監視メカニズムの活動期限延期                           | 原文 ウィキソース(英語)                      |
| 1440 | 2002年10月24日 | 全会一致    | モスクワ劇場占拠事件を非難                                                                 | 原文 ウィキソース(英語)                      |
| 1441 | 2002年11月8日  | 全会一致    | イラクに対する武装解除遵守の最後通告                                                       | 原文 日本語訳 ウィキソース(英語)             |
| 1442 | 2002年11月25日 | 全会一致    | 国際連合キプロス平和維持軍の活動期限延長                                                   | 原文 ウィキソース(英語)                      |
| 1443 | 2002年11月25日 | 全会一致    | 石油食料交換プログラムの活動期限延長                                                       | 原文 ウィキソース(英語)                      |
| 1444 | 2002年11月27日 | 全会一致    | 国際治安支援部隊の活動期限延長                                                             | 原文 ウィキソース(英語)                      |
| 1445 | 2002年12月4日  | 全会一致    | 国際連合コンゴ民主共和国ミッションの活動期限延長                                           | 原文 ウィキソース(英語)                      |
| 1446 | 2002年12月4日  | 全会一致    | シエラレオネに対する禁輸措置の延長                                                         | 原文 ウィキソース(英語)                      |
| 1447 | 2002年12月4日  | 全会一致    | 石油食料交換プログラムの活動期限延長                                                       | 原文 ウィキソース(英語)                      |
| 1448 | 2002年12月9日  | 全会一致    | アンゴラ全面独立民族同盟に対する制裁の解除                                                 | 原文 ウィキソース(英語)                      |
| 1449 | 2002年12月13日 | 全会一致    | ルワンダ国際戦犯法廷の判事指名                                                             | 原文 ウィキソース(英語)                      |
| 1450 | 2002年12月13日 | 採択 14-1-0 | ケニアのモンバサで発生した爆弾テロ事件を非難                                               | 原文 ウィキソース(英語)                      |
| 1451 | 2002年12月17日 | 全会一致    | 国際連合兵力引き離し監視軍の活動期限延期                                                   | 原文 ウィキソース(英語)                      |
| 1452 | 2002年12月20日 | 全会一致    | ターリバーン、アルカイーダに対する制裁内容の調整                                           | 原文 ウィキソース(英語)                      |
| 1453 | 2002年12月24日 | 全会一致    | 善隣関係に関するカブール宣言の支持                                                         | 原文 ウィキソース(英語)                      |
| 1454 | 2002年12月30日 | 採択 14-0-2 | 石油食料交換プログラムの物品リストの見直し                                                 | 原文 ウィキソース(英語)                      |
| 2003年安全保障理事会理事国 · 中国 フランス ロシア イギリス アメリカ合衆国 · アンゴラ ブルガリア チリ カメルーン スペイン ドイツ ギニア メキシコ パキスタン シリア                     |                |             |                                                                                            |                                              |
| 1455 | 2003年1月17日  | 全会一致    | ターリバーン、アルカイーダに対する制裁実施の改善                                           | 原文 ウィキソース(英語)                      |
| 1456 | 2003年1月20日  | 全会一致    | テロとの戦いに関する宣言                                                                   | 原文 ウィキソース(英語)                      |
| 1457 | 2003年1月24日  | 全会一致    | コンゴ民主共和国の天然資源の違法な採掘を非難                                               | 原文 ウィキソース(英語)                      |
| 1458 | 2003年1月28日  | 全会一致    | リベリアに対する制裁監視のための決議第1408に基づく専門家パネルの再設置                     | 原文 ウィキソース(英語)                      |
| 1459 | 2003年1月28日  | 全会一致    | キンバリープロセス証明制度の支援                                                           | 原文 ウィキソース(英語)                      |
| 1460 | 2003年1月30日  | 全会一致    | 武力紛争が子供に与える影響について                                                         | 原文 ウィキソース(英語)                      |
| 1461 | 2003年1月30日  | 全会一致    | 国際連合レバノン暫定駐留軍の活動期限延長                                                   | 原文 ウィキソース(英語)                      |
| 1462 | 2003年1月30日  | 全会一致    | 国際連合グルジア監視団の活動期限延長                                                       | 原文 ウィキソース(英語)                      |
| 1463 | 2003年1月30日  | 全会一致    | 国際連合西サハラ住民投票ミッションの活動期限延長                                           | 原文 ウィキソース(英語)                      |
| 1464 | 2003年2月4日   | 全会一致    | コートジボワールの和平                                                                     | 原文 ウィキソース(英語)                      |
| 1465 | 2003年2月13日  | 全会一致    | コロンビアのボゴタで発生した爆弾テロ事件を非難                                             | 原文 ウィキソース(英語)                      |
| 1466 | 2003年3月14日  | 全会一致    | 国際連合エチオピア・エリトリア派遣団の活動期限延長                                         | 原文 ウィキソース(英語)                      |
| 1467 | 2003年3月18日  | 全会一致    | 西アフリカにおける小火器等取引と傭兵に対する協力について                                   | 原文 ウィキソース(英語)                      |
| 1468 | 2003年3月20日  | 全会一致    | コンゴ民主共和国の暫定統治について歓迎                                                     | 原文 ウィキソース(英語)                      |
| 1469 | 2003年3月25日  | 全会一致    | 国際連合西サハラ住民投票ミッションの活動期限延長                                           | 原文 ウィキソース(英語)                      |
| 1470 | 2003年3月28日  | 全会一致    | 国際連合シエラレオネ派遣団の活動期限延長                                                   | 原文 ウィキソース(英語)                      |
| 1471 | 2003年3月28日  | 全会一致    | 国連アフガニスタン支援ミッションの設立について                                             | 原文 ウィキソース(英語)                      |
| 1472 | 2003年3月28日  | 全会一致    | 石油食料交換プログラムの調整                                                               | 原文 ウィキソース(英語)                      |
| 1473 | 2003年4月4日   | 全会一致    | 国際連合東ティモール支援団の警察・軍事要員の縮小                                           | 原文 ウィキソース(英語)                      |
| 1474 | 2003年4月8日   | 全会一致    | ソマリアに対する武器輸出禁止の違反調査を行う専門家パネルの再設置について                   | 原文 ウィキソース(英語)                      |
| 1475 | 2003年4月14日  | 全会一致    | キプロス紛争の和平の不調について遺憾を表明                                                 | 原文 ウィキソース(英語)                      |
| 1476 | 2003年4月23日  | 全会一致    | 石油食料交換プログラムの活動期限延長                                                       | 原文 ウィキソース(英語)                      |
| 1477 | 2003年4月29日  | 全会一致    | ルワンダ国際戦犯法廷の臨時判事の指名                                                       | 原文 ウィキソース(英語)                      |
| 1478 | 2003年5月6日   | 全会一致    | リベリアに対する制裁の延長                                                                 | 原文 ウィキソース(英語)                      |
| 1479 | 2003年5月13日  | 全会一致    | 国際連合コートジボワールミッションの設立について                                           | 原文 ウィキソース(英語)                      |
| 1480 | 2003年5月19日  | 全会一致    | 国際連合東ティモール支援団の活動期限延長                                                   | 原文 ウィキソース(英語)                      |
| 1481 | 2003年5月19日  | 全会一致    | 旧ユーゴスラビア国際戦犯法廷の臨時判事の権限強化                                           | 原文 ウィキソース(英語)                      |
| 1482 | 2003年5月19日  | 全会一致    | ルワンダ国際戦犯法廷の判事の任期延長                                                       | 原文 ウィキソース(英語)                      |
| 1483 | 2003年5月22日  | 採択 14-0-0 | イラクに対する制裁解除。石油食料交換プログラムの拡大                                       | 原文 日本語訳 ウィキソース(英語)             |
| 1484 | 2003年5月30日  | 全会一致    | コンゴ民主共和国における暫定緊急多国籍軍の派遣を容認                                       | 原文 ウィキソース(英語)                      |
| 1485 | 2003年5月30日  | 全会一致    | 国際連合西サハラ住民投票ミッションの活動期限延長                                           | 原文 ウィキソース(英語)                      |
| 1486 | 2003年6月11日  | 全会一致    | 国際連合キプロス平和維持軍の活動期限延長                                                   | 原文 ウィキソース(英語)                      |
| 1487 | 2003年6月12日  | 採択 12-0-3 | 国連平和維持活動の要員の国際刑事裁判所からの訴追免除ついて                                 | 原文 ウィキソース(英語)                      |
| 1488 | 2003年6月26日  | 全会一致    | 国際連合兵力引き離し監視軍の活動期限延期                                                   | 原文 ウィキソース(英語)                      |
| 1489 | 2003年6月26日  | 全会一致    | 国際連合コンゴ民主共和国ミッションの活動期限延長                                           | 原文 ウィキソース(英語)                      |
| 1490 | 2003年7月3日   | 全会一致    | 国際連合イラク・クウェート監視団の活動期限延長                                             | 原文 ウィキソース(英語)                      |
| 1491 | 2003年7月11日  | 全会一致    | 平和安定化部隊の活動期限延期                                                               | 原文 ウィキソース(英語)                      |
| 1492 | 2003年7月18日  | 全会一致    | 国際連合シエラレオネ派遣団の縮小                                                           | 原文 ウィキソース(英語)                      |
| 1493 | 2003年7月28日  | 全会一致    | 国際連合コンゴ民主共和国ミッションの活動期限延長                                           | 原文 ウィキソース(英語)                      |
| 1494 | 2003年7月30日  | 全会一致    | 国際連合グルジア監視団の活動期限延長                                                       | 原文 ウィキソース(英語)                      |
| 1495 | 2003年7月31日  | 全会一致    | 国際連合西サハラ住民投票ミッションの活動期限延長                                           | 原文 ウィキソース(英語)                      |
| 1496 | 2003年7月31日  | 全会一致    | 国際連合レバノン暫定駐留軍の活動期限延長                                                   | 原文 ウィキソース(英語)                      |
| 1497 | 2003年8月1日   | 採択 12-0-3 | リベリア多国籍軍の設立について                                                             | 原文 ウィキソース(英語)                      |
| 1498 | 2003年8月4日   | 全会一致    | 西アフリカ諸国経済共同体とフランスの多国籍軍のコートジボワールでの活動期間延期を承認       | 原文 ウィキソース(英語)                      |
| 1499 | 2003年8月13日  | 全会一致    | コンゴ民主共和国における天然資源等の不正採掘に関する専門家パネルの活動期限延長             | 原文 ウィキソース(英語)                      |
| 1500 | 2003年8月14日  | 採択 14-0-1 | 国際連合イラク支援ミッションの設立                                                         | 原文 ウィキソース(英語)                      |